# Хартес
Хартес — река в Берёзовском районе Ханты-Мансийского автономного округа. Образуется слиянием составляющих-истоков — Правый Хартес и Левый Хартес, длина реки 38 км. Устье находится в 59 км по правому берегу реки Щекурья. В 7 км от устья, по правому берегу реки впадает река Фома-Ёль. В 26 км, по правому берегу реки впадает река Керасынгъя.

## Данные водного реестра
По данным государственного водного реестра России относится к Нижнеобскому бассейновому округу, водохозяйственный участок реки — Северная Сосьва, речной подбассейн реки — Северная Сосьва. Речной бассейн реки — (Нижняя) Обь от впадения Иртыша.
Код объекта в государственном водном реестре — 15020200112115300026660.